# Chichicaste grandis
Chichicaste grandis ist eine Pflanzenart aus der Familie der Blumennesselgewächse (Loasaceae) und die einzige Art der Pflanzengattung Chichicaste.
Mit Chichicaste werden auch noch andere Pflanzenarten in der Region bezeichnet z. B. Myriocarpa longipes und  Urtica urens, Acalypha macrostachya, Acidoton nicaraguensis, Leptolobium panamense, Poulsenia armata, Boehmeria ulmifolia sowie versch. Urera-Arten Urera baccifera,  Urera caracasana, Urera killipiana u. a.

## Beschreibung
Es handelt sich um aufrechtwachsende, schwach verzweigte und kurzlebige Kräuter, die bis zu 4 Meter hoch werden und mit Nesselhaaren besetzt sind. Die unteren Blätter sind gegenständig, die oberen wechselständig, die Blattspreiten sind eiförmig mit meist gelapptem und gesägtem bis gekerbtem oder gezähntem Rand. Die gestielten, zugespitzten bis spitzen, oberseits borstigen und oft herzförmigen Blätter werden sehr groß, bis über 40 Zentimeter.
Die Blütenstände sind endständig und thyrsenähnlich, die Parakladien sind monochasial oder selten dichasial. Vor den aufrecht stehenden Einzelblüten stehen jeweils zwei Vorblätter. Die zwittrigen Blüten sind fünfzählig mit doppelter Blütenhülle, die kahnförmigen Kronblätter grün bis cremeweiß. Der Kelch ist borstig. Es sind viele Staubblätter in Büscheln vorhanden. Die äußeren Staminodien sind verwachsen und bilden ein weißes Schuppenblatt (Nectar scale), dessen Spitze in drei bis vier dreieckige Lappen ausläuft.
Die Frucht ist eine mittelständige, annähernd runde Kapsel. Die Samen haben eine netzförmige Außenhaut.

## Verbreitung
Chichicaste grandis ist in Regenwäldern des Flachlands von Costa Rica bis Nordwest-Kolumbien zu finden.

## Systematik
Die Art wurde 1927 als Loasa grandis durch Paul Carpenter Standley erstbeschrieben. 1997 bzw. 2006 wurde sie im Rahmen umfangreicher systematischer Arbeiten zur Familie durch Maximilian Weigend in eine eigene Gattung gestellt. Der Gattungsname ist der Trivialname für Loasa-Arten in Teilen Mittelamerikas.
Die Art wird in die Unterfamilie Loasoideae, Tribus Loaseae eingeordnet, ihre genaue Position darin ist noch unklar.